# Louveciennes
Louveciennes – miejscowość i gmina we Francji, w regionie Île-de-France, w departamencie Yvelines.
Według danych na rok 1990 gminę zamieszkiwało 7446 osób, a gęstość zaludnienia wynosiła 1387 osób/km² (wśród 1287 gmin regionu Île-de-France Louveciennes plasuje się na 273. miejscu pod względem liczby ludności, natomiast pod względem powierzchni na miejscu 650.).
19 marca 1987 roku w Louveciennes zmarł książę Louis Victor Pierre Raymond de Broglie, francuski fizyk, laureat Nagrody Nobla w 1929 za odkrycie falowej natury elektronów.
W Louveciennes znajduje się rezydencja uznawana za najdroższą na świecie. Jest to wybudowany w zamek w stylu Ludwika XIV, które za 275 mln euro miał zakupić książę koronny i następca tronu Arabii Saudyjskiej.

## Ludzie związani z Louveciennes

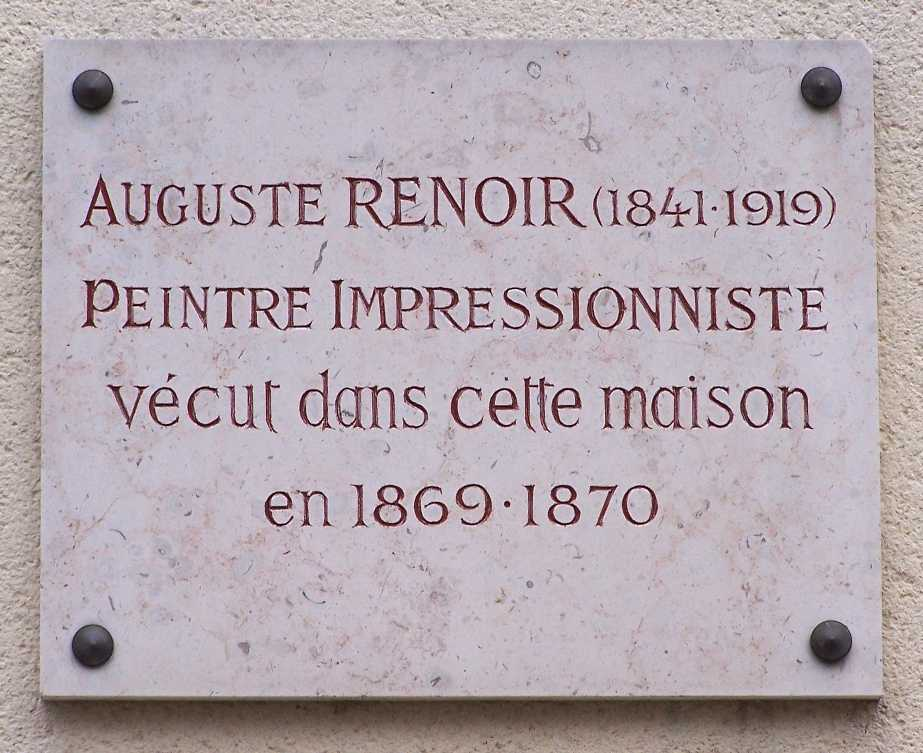
Tablica upamiętniająca pobyt w Louveciennes malarza impresjonisty Auguste Renoira w 1871 r.

- Louveciennes 360 panoramas